# 洛北县
洛北县，旧县名。
（1）太岳解放区设。1947年由河南省洛宁县北部析置。以位县北得名。1949年撤销，与洛南县合并为洛宁县。
（2）1964年由洛阳市老城区和西工区合并设置。在今河南省洛阳市区中东部。1975年恢复西工区，1982年撤销，复设老城区。 